# Tom Shanklin
Tomos George L. Shanklin (Harrow, 24 novembre 1979) è un rugbista a 15 gallese.

## Biografia
Gioca nei Cardiff Blues solitamente col ruolo di secondo centro.
Ha giocato in molte delle nazionali gallesi, nella Under 19, la Under 21 e la nazionale Gallese A, prima di fare il suo esordio con la nazionale maggiore nel 2001 contro il Giappone, segnando ben due mete. La sua prima presenza nel Sei Nazioni risale allo stesso anno, in occasione dell'incontro disputato contro la Francia.
Nel 2004 fu protagonista in due partite con la nazionale, la prima contro la Romania durante la quale segnò quattro mete, e la seconda contro la Nuova Zelanda, partita nella quale fu l'autore di una meta spettacolare.
Nel 2005 fu poi scelto per i Lions in occasione del tour in Nuova Zelanda, che però fu costretto ad abbandonare per infortunio.